# No Mend No Repair
No Mend No Repair är Him Kerosenes tredje EP, utgiven 2001 på Chalksounds.

## Låtlista[1]
1. "No Mend No Repair" – 3:45
2. "Sleeping Pill" – 4:50
3. "Playing for a Dead Audience" – 3:55
4. "Life Is Fair" – 1:16